# Kovács Mihály (plébános)
Kovács Mihály (Jászkisér, 1867. szeptember 29. - Jászberény, 1962. február 1.) római katolikus plébános.

## Életútja
Szegény szülők gyermeke. Hat gimnáziumi osztályt Jászberényben végzett, a többi kettőt pedig Egerben, ahol 1884-ben a papnevelőintézetbe lépett. 1890. június 27-én áldozópappá szentelték és ettől fogva segédlelkész volt Sátán, Jászfényszarun, ahol művészien restaurálta a plébániatemplom oltárképét. Ezután Verpeléten, majd és Kunszentmártonban volt segédlelkész, 1897-től Jászszentandráson plébános, itt templomot építtett. 1909-től Jászfelsőszentgyörgy plébánosa volt. 1920-tól helyettes esperes, 1922 és 1935 között kerületi esperesként működött. 1928-ban tiszteletbeli kanonok lett. 
Előszeretettel foglalkozott a festőművészettel és tanulmányozza a festészet történetét. Ő teremtette meg a harangokról szóló szakirodalmat. 95 éves korában hunyt el mint az egri főegyházmegye nesztora és Magyarország legidősebb katolikus papja.
Cikkei az Egri egyházmegyei Közlönyben (1890. Mária a festészetben, hét cikk, A festői szép, 1891. A művészetek hivatása); a rövid életű Jászsági Hiradóban is jelent meg egy cikke, Ferdeségek cím alatt, melyben a női divatot különböző szempontból bírálgatja (1890.). 

## Műve
- A harang. Eger, 1919.